# Campeonato Paranaense de Futsal de 2011
O Campeonato Paranaense de Futsal de 2011, cujo nome usual é Chave Ouro 2011, foi a 17ª edição da principal competição do futsal paranaense, sendo organizado pela Federação Paranaense de Futsal. 
O Marreco foi campeão da Taça Paraná de Futsal (Troféu Jorge Kudri), que equivaleu à primeira fase da competição, com o vice-campeão sendo o Guarapuava. Os dois finalistas da Taça Paraná obtiveram vagas para participar da Liga Sul de Futsal de 2011.
Nesta edição do campeonato, as três equipes que também participavam da Liga Futsal (Cascavel, Copagril e Umuarama) não participaram da Taça Paraná, se unindo às demais equipes a partir da segunda parte do torneio.
Ao final do campeonato, o Cascavel se tornou tetracampeão estadual ao derrotar o São Lucas na final da competição, após um empate por 3 a 3 no primeiro jogo, disputado em Paranavaí, e uma vitória por 6 a 4 no segundo jogo, disputado em Cascavel. O título lhe garantiu uma vaga para a Taça Brasil de Clubes de 2012. Do outro lado da tabela, o Cianorte, que abandonou a competição após a primeira parte, e o Foz Futsal foram rebaixados para a Chave Prata 2012.

## Regulamento[4]
O Campeonato Paranaense Futsal Chave Ouro 2011 foi disputado em duas partes distintas, cada qual com quatro fases (classificatória, quartas de final, semifinal e final). O campeonato teve início em 12 de março e término em 10 de dezembro.
Taça Paraná de Futsal (Primeira Parte)
Participaram da primeira parte 13 das 16 equipes inscritas - as três equipes que participavam simultaneamente da Chave Ouro e da Liga Futsal (Cascavel, Copagril e Umuarama) não participaram desta parte do campeonato, se unindo às demais a partir da segunda parte. A primeira parte não teve caráter eliminatório, isso é, todas as 13 equipes que participaram da primeira parte também participaram da segunda parte. A primeira parte do campeonato serviu para conferir a disputa pela Taça Paraná de Futsal e distribuir as duas vagas (para o campeão e vice-campeão) para a Liga Sul de Futsal de 2011. Além disso, serviu para determinar a distribuição das equipes em dois grupos, de acordo com sua classificação ao final da fase classificatória da primeira parte, na segunda parte do campeonato. A Taça Paraná foi dividida em quatro fases:
Fase Classificatória
Na primeira parte, as 13 equipes jogam entre si em turno único. Se qualificam para a Segunda Fase da Taça Paraná os 8 melhores colocados.
Segunda Fase (Quartas de Final)
Os oito classificados foram divididos em quatro chaves de duas equipes, jogando em Play-Off eliminatório de duas partidas, com a segunda partida ocorrendo na casa da equipe melhor classificada na primeira fase. Em caso de dois empate ou vitórias alternadas, há uma prorrogação de dois tempos de 5 minutos; persistindo o empate, há a disputa de pênaltis. Classificam-se para a Terceira Fase (Semi Final) as quatro equipes vencedoras de cada chave.
Terceira Fase (Semifinal)
Os quatro classificados foram divididos em duas chaves de duas equipes, jogando em Play-Off eliminatório de duas partidas, com a segunda partida ocorrendo na casa da equipe melhor classificada na primeira fase. Em caso de dois empate ou vitórias alternadas, há uma prorrogação de dois tempos de 5 minutos; persistindo o empate, há a disputa de pênaltis. Classificam-se para a Quarta Fase (Final) as equipes vencedoras de cada chave.
Quarta Fase (Final)
Os dois times vencedores, disputam a grande final da primeira parte a fim de definir o campeão da Taça Paraná de Futsal. A decisão ocorreu em duas partidas, com a segunda partida ocorrendo na casa da equipe melhor classificada na primeira fase. Em caso de dois empate ou vitórias alternadas, há uma prorrogação de dois tempos de 5 minutos; persistindo o empate, há a disputa de pênaltis.
Segunda Parte
Fase Classificatória
As 13 equipes participantes da 1ª Parte foram unidas às 3 equipes participantes da Liga, totalizando 16 equipes, as quais foram divididas em 2 grupos de 8 equipes (baseado na classificação das equipes participantes da 1ª Parte), disputando jogos em Turno e Returno, com partidas de ida e volta. Os quatro mais bem posicionados de cada grupo avançam à Segunda Fase (Quartas de Final).
Segunda Fase (Quartas de Final)
Os oito classificados foram divididos em quatro chaves de duas equipes, jogando em Play-Off eliminatório de duas partidas, com a segunda partida ocorrendo na casa da equipe melhor classificada na primeira fase da segunda parte, independente de grupo. Em caso de dois empate ou vitórias alternadas, há uma prorrogação de dois tempos de 5 minutos; persistindo o empate, há a disputa de pênaltis. Classificam-se para a Terceira Fase (Semi Final) as quatro equipes vencedoras de cada chave.
Terceira Fase (Semifinal)
Os quatro classificados foram divididos em duas chaves de duas equipes, jogando em Play-Off eliminatório de duas partidas, com a segunda partida ocorrendo na casa da equipe melhor classificada na primeira fase da segunda parte, independente de grupo. Em caso de dois empate ou vitórias alternadas, há uma prorrogação de dois tempos de 5 minutos; persistindo o empate, há a disputa de pênaltis. Classificam-se para a Quarta Fase (Final) as equipes vencedoras de cada chave.
Quarta Fase (Final)
Os dois times vencedores, disputam a grande final do torneio a fim de definir o campeão da Chave Ouro 2011. A decisão ocorreu em duas partidas, com a segunda partida ocorrendo na casa da equipe melhor classificada na primeira fase da segunda parte, independente de grupo. Em caso de dois empate ou vitórias alternadas, há uma prorrogação de dois tempos de 5 minutos; persistindo o empate, há a disputa de pênaltis.
Rebaixamento
As duas equipes classificadas em último lugar em seus respectivos grupos da fase classificatória da segunda parte estarão automaticamente rebaixadas para a Chave Prata 2012.
Critérios de Desempate
1. Equipe que obtiver o maior número de pontos;
2. Confronto direto;
3. Goal Average (maior quociente da divisão do número de gols marcados pelo número de gols sofridos);
4. Menor média de gols sofridos na Fase (número de gols sofridos divididos pelo número de jogos);
5. Maior média de gols marcados na Fase (número de gols feitos dividido pelo número de jogos);
6. Maior saldo;
7. Sorteio.

## Participantes em2011
| Clube                                       | Cidade                  | Em 2010           | Ginásio                 | Títulos                     |
| ------------------------------------------- | ----------------------- | ----------------- | ----------------------- | --------------------------- |
| Associação Palotinense                      | Palotina                | 10º               | Ardomar Somensi         | 0 (não possui)              |
| Campo Mourão                                | Campo Mourão            | 11º               | Valternei de Oliveira   | 0 (não possui)              |
| Cascavel                                    | Cascavel                | 2º                | Neva                    | 3 (2003, 2004 e 2005)       |
| Cianorte Futsal                             | Cianorte                | 11º (Chave Prata) | Tancredo Neves          | 0 (não possui)              |
| Copagril                                    | Marechal Cândido Rondon | 5º                | Ney Braga               | 1 (2009)                    |
| Associação Cascavelense de Futsal\|Corbélia | Corbélia                | 1º (Chave Prata)  | José Richa              | 0 (não possui)              |
| Foz Futsal                                  | Foz do Iguaçu           | 9º                | Costa Cavalcanti        | 3 (1996, 1997 e 2001)       |
| Guarapuava                                  | Guarapuava              | 1º                | Ginásio Joaquim Prestes | 1 (2010)                    |
| Maringá                                     | Maringá                 | 8º                | Chico Neto              | 0 (não possui)              |
| Marreco                                     | Francisco Beltrão       | 7º                | Arrudão                 | 0 (não possui)              |
| Paraná Clube                                | Curitiba                | 4º                | Ginásio do Paraná Clube | 0 (não possui)              |
| Quedas                                      | Quedas do Iguaçu        | 2º (Chave Prata)  | Tarumã                  | 0 (não possui)              |
| São José dos Pinhais Futsal                 | São José dos Pinhais    | 10º (Chave Prata) | Ney Braga               | 0 (não possui)              |
| São Lucas                                   | Paranavaí               | 14º               | Lacerdinha              | 0 (não possui)              |
| São Miguel                                  | São Miguel do Iguaçu    | 13º               | Amário Vieira da Costa  | 4 (1998, 1999, 2000 e 2002) |
| Umuarama                                    | Umuarama                | 6º                | Amário Vieira da Costa  | 2 (2007 e 2008)             |

## 1ª Parte: Taça Paraná de Futsal

### Classificação
| Pos | Times                  | Pts | J  | V | E | D  | GP | GC | SG  | GA   | %     | Classificação                     |
| --- | ---------------------- | --- | -- | - | - | -- | -- | -- | --- | ---- | ----- | --------------------------------- |
| 1   | Paraná Clube           | 28  | 12 | 8 | 4 | 0  | 43 | 17 | 26  | 2,53 | 77,8% | Classificados para a Segunda Fase |
| 2   | Guarapuava             | 24  | 12 | 7 | 3 | 2  | 39 | 23 | 16  | 1,7  | 66,7% | Classificados para a Segunda Fase |
| 3   | Marreco                | 23  | 12 | 7 | 2 | 3  | 33 | 17 | 16  | 1,94 | 63,9% | Classificados para a Segunda Fase |
| 4   | São Lucas              | 20  | 12 | 6 | 2 | 4  | 28 | 27 | 1   | 1,04 | 55,6% | Classificados para a Segunda Fase |
| 5   | Maringá                | 18  | 12 | 5 | 3 | 4  | 37 | 27 | 10  | 1,37 | 50%   | Classificados para a Segunda Fase |
| 6   | Campo Mourão           | 17  | 12 | 4 | 5 | 3  | 38 | 27 | 11  | 1,41 | 47,2% | Classificados para a Segunda Fase |
| 7   | São Miguel             | 17  | 12 | 5 | 2 | 5  | 35 | 40 | -5  | 0,88 | 47,2% | Classificados para a Segunda Fase |
| 8   | Quedas                 | 16  | 12 | 4 | 4 | 4  | 26 | 28 | -2  | 0,93 | 44,4% | Classificados para a Segunda Fase |
| 9   | Associação Palotinense | 16  | 12 | 4 | 4 | 4  | 29 | 27 | 2   | 1,07 | 44,4% | Eliminados da Taça Paraná         |
| 10  | Foz Futsal             | 15  | 12 | 4 | 3 | 5  | 31 | 32 | -1  | 0,97 | 41,7% | Eliminados da Taça Paraná         |
| 11  | Corbélia               | 9   | 12 | 2 | 3 | 7  | 32 | 37 | -5  | 0,86 | 25%   | Eliminados da Taça Paraná         |
| 12  | São José dos Pinhais   | 8   | 12 | 1 | 5 | 6  | 16 | 42 | -26 | 0,38 | 22,2% | Eliminados da Taça Paraná         |
| 13  | Cianorte               | 2   | 12 | 0 | 2 | 10 | 13 | 56 | -43 | 0,23 | 5,6%  | Eliminados da Taça Paraná         |

### Confrontos
Para ler a tabela, a linha horizontal representa os jogos da equipe como mandante. A coluna vertical indica os jogos da equipe como visitante.
|                        | APA | CAM | CIA  | COR | FFS | GUA | MGA | MAR | PAR | QUE | SJE | SLU | SMI |
| ---------------------- | --- | --- | ---- | --- | --- | --- | --- | --- | --- | --- | --- | --- | --- |
| Associação Palotinense | —   | 5-4 | -    | 3-2 | 6-2 | -   | -   | 0-0 | -   | -   | 4-1 | -   | 2-2 |
| Campo Mourão           | -   | —   | -    | 5-1 | 3-3 | -   | -   | 1-3 | 2-2 | -   | 1-2 | -   | 6-3 |
| Cianorte               | 2-2 | 0-6 | —    | -   | -   | -   | -   | 2-4 | -   | 2-3 | 2-2 | 0-2 | -   |
| Corbélia               | -   | -   | 10-0 | —   | -   | 3-3 | 1-4 | -   | 3-3 | 1-4 | -   | -   | 1-4 |
| Foz Futsal             | -   | -   | 5-3  | 2-4 | —   | 1-2 | 5-2 | -   | 3-3 | -   | -   | -   | 5-1 |
| Guarapuava             | 3-2 | 3-3 | 11-1 | -   | -   | —   | -   | 2-3 | -   | 2-1 | -   | 4-1 | -   |
| Maringá                | 1-1 | 1-1 | 6-0  | -   | -   | 1-4 | —   | -   | -   | 5-1 | -   | 5-2 | -   |
| Marreco                | -   | -   | -    | 2-0 | 0-1 | -   | 5-1 | —   | 1-2 | -   | 5-1 | -   | 6-1 |
| Paraná Clube           | 4-2 | -   | WO   | -   | -   | 4-0 | 4-1 | -   | —   | 0-0 | -   | 5-1 | -   |
| Quedas                 | 2-1 | 2-4 | -    | -   | 4-1 | -   | -   | 3-3 | -   | —   | 3-3 | 1-1 | -   |
| São José dos Pinhais   | -   | -   | -    | 2-2 | 1-1 | 1-1 | 0-7 | -   | 1-8 | -   | —   | -   | 2-5 |
| São Lucas              | 4-1 | 2-2 | -    | 5-4 | 3-2 | -   | -   | 3-1 | -   | -   | 3-0 | —   | -   |
| São Miguel             | -   | -   | 4-1  | -   | -   | 2-4 | 3-3 | -   | 3-7 | 5-2 | -   | 2-1 | —   |

| Vitória do mandante; Vitória do visitante; Empate. |

1. ↑  O Cianorte não compareceu ao jogo, assim a vitória foi dada ao Paraná por W.O., caracterizando placar de 1 a 0 para efeito de classificação. Três clubes se classificam para a próxima fase na Série Ouro futsalparana.com.br (15/05/2011). Visitado em 7 de agosto de 2015.

### Desempenho por rodada
Clubes que lideraram o campeonato ao final de cada rodada
| Rodadas | Rodadas | Rodadas | Rodadas | Rodadas | Rodadas | Rodadas | Rodadas | Rodadas | Rodadas | Rodadas | Rodadas | Rodadas |
| ------- | ------- | ------- | ------- | ------- | ------- | ------- | ------- | ------- | ------- | ------- | ------- | ------- |
| 1       | 2       | 3       | 4       | 5       | 6       | 7       | 8       | 9       | 10      | 11      | 12      | 13      |
| SLU     | FFS     | GUA     | GUA     | GUA     | GUA     | GUA     | GUA     | PAR     | PAR     | PAR     | PAR     | PAR     |

Clubes que ficaram na última posição do campeonato ao final de cada rodada
| Rodadas | Rodadas | Rodadas | Rodadas | Rodadas | Rodadas | Rodadas | Rodadas | Rodadas | Rodadas | Rodadas | Rodadas | Rodadas |
| ------- | ------- | ------- | ------- | ------- | ------- | ------- | ------- | ------- | ------- | ------- | ------- | ------- |
| 1       | 2       | 3       | 4       | 5       | 6       | 7       | 8       | 9       | 10      | 11      | 12      | 13      |
| APA     | CIA     | CIA     | CIA     | CIA     | CIA     | CIA     | CIA     | CIA     | CIA     | CIA     | CIA     | CIA     |

### Play-Offs
Em itálico, os times que possuem o mando de campo no segundo jogo do confronto e em negrito os times classificados.
|  | Quartas de final | Quartas de final | Quartas de final | Quartas de final |                 |            | Semifinais | Semifinais | Semifinais |  |         | Final | Final | Final |
|  |                  |                  |                  |                  |                 |            |            |            |            |  |         |       |       |       |
|  | 1                | Paraná Clube     | 1                | 5(4)             |                 |            |            |            |            |  |         |       |       |       |
|  | 8                | Quedas (pen)     | 4                | 4(5)             |                 |            |            |            |            |  |         |       |       |       |
|  | 8                | Quedas (pen)     | 4                | 4(5)             |                 | Quedas     | 1          | 2          |            |  |         |       |       |       |
|  |                  |                  |                  |                  |                 | Quedas     | 1          | 2          |            |  |         |       |       |       |
|  |                  | Marreco          | 2                | 2                |                 |            |            |            |            |  |         |       |       |       |
|  | 3                | Marreco          | 2                | 2                | Marreco         | 2          | 5          |            |            |  |         |       |       |       |
|  | 3                |                  |                  |                  | Marreco         | 2          | 5          |            |            |  |         |       |       |       |
|  | 6                | Campo Mourão     | 2                | 2                |                 |            |            |            |            |  |         |       |       |       |
|  | 6                | Campo Mourão     | 2                | 2                |                 |            |            |            |            |  | Marreco | 3     | 4     |       |
|  |                  |                  |                  |                  |                 |            |            |            |            |  | Marreco | 3     | 4     |       |
|  |                  | Guarapuava       | 2                | 2                |                 |            |            |            |            |  |         |       |       |       |
|  | 2                | Guarapuava       | 2                | 2                | Guarapuava      | 3          | 4          |            |            |  |         |       |       |       |
|  | 2                |                  |                  |                  | Guarapuava      | 3          | 4          |            |            |  |         |       |       |       |
|  | 7                | São Miguel       | 1                | 0                |                 |            |            |            |            |  |         |       |       |       |
|  | 7                | São Miguel       | 1                | 0                |                 | Guarapuava | 5          | 5          |            |  |         |       |       |       |
|  |                  |                  |                  |                  |                 | Guarapuava | 5          | 5          |            |  |         |       |       |       |
|  |                  | São Lucas        | 1                | 0                |                 |            |            |            |            |  |         |       |       |       |
|  | 4                | São Lucas        | 1                | 0                | São Lucas (pen) | 0          | 3(3)       |            |            |  |         |       |       |       |
|  | 4                |                  |                  |                  | São Lucas (pen) | 0          | 3(3)       |            |            |  |         |       |       |       |
|  | 5                | Maringá          | 1                | 2(1)             |                 |            |            |            |            |  |         |       |       |       |
|  | 5                | Maringá          | 1                | 2(1)             |                 |            |            |            |            |  |         |       |       |       |

### Final

#### Primeiro jogo
| 25 de junho de 2011 | Marreco                            | 3 - 2 | Guarapuava | Ginásio Arrudão, Francisco Beltrão |
| 20:30               | Emerson · Neto Caraúbas · Cristian |       | Tiagão     |                                    |

#### Segundo jogo
| 2 de julho de 2011 | Guarapuava        | 2 - 4 | Marreco                            | Ginásio Joaquim Prestes, Guarapuava |
| 20:30              | Dionísio · He-Man |       | Neto Caraúbas · Emerson · Maurício |                                     |

### Premiação
| Taça Paraná de Futsal de 2011                           |
| ------------------------------------------------------- |
| Associação Amigos do Marreco Futsal Campeão (1º título) |

## 2ª Parte

### Grupo A
| Pos | Times                  | Pts | J  | V  | E | D  | GP | GC | SG  | GA   | %     | Classificação               |
| --- | ---------------------- | --- | -- | -- | - | -- | -- | -- | --- | ---- | ----- | --------------------------- |
| 1   | Umuarama               | 37  | 14 | 12 | 1 | 1  | 43 | 11 | 32  | 3,91 | 88,1% | Classificados aos Play-Offs |
| 2   | São Lucas              | 31  | 14 | 10 | 1 | 3  | 31 | 22 | 9   | 1,41 | 73,8% | Classificados aos Play-Offs |
| 3   | Paraná Clube           | 27  | 14 | 9  | 0 | 5  | 32 | 24 | 8   | 1,33 | 64,3% | Classificados aos Play-Offs |
| 4   | Quedas                 | 23  | 14 | 7  | 2 | 5  | 21 | 23 | -2  | 0,91 | 54,8% | Classificados aos Play-Offs |
| 5   | Associação Palotinense | 19  | 14 | 6  | 1 | 7  | 27 | 37 | -10 | 0,73 | 45,2% | Eliminados                  |
| 6   | Maringá                | 18  | 14 | 6  | 0 | 8  | 31 | 31 | 0   | 1    | 42,9% | Eliminados                  |
| 7   | São José dos Pinhais   | 10  | 14 | 3  | 1 | 10 | 16 | 39 | -23 | 0,41 | 23,8% | Eliminados                  |
| 8   | Cianorte               | 0   | 14 | 0  | 0 | 14 | 0  | 14 | -14 | 0    | 0%    | Rebaixado                   |

#### Confrontos
Para ler a tabela, a linha horizontal representa os jogos da equipe como mandante. A coluna vertical indica os jogos da equipe como visitante.
|                        | APA | CIA | MGA | PAR | QUE | SJE | SLU | UMU |
| ---------------------- | --- | --- | --- | --- | --- | --- | --- | --- |
| Associação Palotinense | —   | WO  | 4-1 | 1-5 | 2-4 | 2-1 | 2-4 | 3-1 |
| Cianorte               | WO  | —   | WO  | WO  | WO  | WO  | WO  | WO  |
| Maringá                | 4-5 | WO  | —   | 0-1 | 5-0 | 5-2 | 4-1 | 1-3 |
| Paraná Clube           | 4-2 | WO  | 3-2 | —   | 3-1 | 2-3 | 1-2 | 1-4 |
| Quedas                 | 2-1 | WO  | 2-0 | 1-4 | —   | 3-2 | 2-2 | 0-1 |
| São José dos Pinhais   | 2-2 | WO  | 1-4 | 0-5 | 0-2 | —   | 2-5 | 0-2 |
| São Lucas              | 1-0 | WO  | 5-1 | 3-1 | 2-1 | 2-1 | —   | 1-3 |
| Umuarama               | 8-1 | WO  | 4-2 | 5-0 | 1-1 | 5-0 | 4-1 | —   |

| Vitória do mandante; Vitória do visitante; Empate. | Em negrito os jogos "clássicos". |

1. 1 2  O Cianorte abandonou a competição após a primeira parte, alegando dificuldades técnicas e financeiras. Assim, o resultado de todos seus jogos na segunda parte foi de WO, contabilizando 1 a 0 para a equipe adversária para efeito de classificação. Série Ouro do Paranaense de Futsal começa 'para valer' no sábado

#### Desempenho por rodada
Clubes que ficaram na primeira colocação ao final de cada rodada
| Rodadas | Rodadas | Rodadas | Rodadas | Rodadas | Rodadas | Rodadas | Rodadas | Rodadas | Rodadas | Rodadas | Rodadas | Rodadas | Rodadas |
| ------- | ------- | ------- | ------- | ------- | ------- | ------- | ------- | ------- | ------- | ------- | ------- | ------- | ------- |
| 1       | 2       | 3       | 4       | 5       | 6       | 7       | 8       | 9       | 10      | 11      | 12      | 13      | 14      |
| UMU     |         |         |         |         |         |         |         |         |         |         |         |         |         |

Clubes que ficaram na última colocação ao final de cada rodada
| Rodadas | Rodadas | Rodadas | Rodadas | Rodadas | Rodadas | Rodadas | Rodadas | Rodadas | Rodadas | Rodadas | Rodadas | Rodadas | Rodadas |
| ------- | ------- | ------- | ------- | ------- | ------- | ------- | ------- | ------- | ------- | ------- | ------- | ------- | ------- |
| 1       | 2       | 3       | 4       | 5       | 6       | 7       | 8       | 9       | 10      | 11      | 12      | 13      | 14      |
| CIA     |         |         |         |         |         |         |         |         |         |         |         |         |         |

### Grupo B
| Pos | Times        | Pts | J  | V  | E | D  | GP | GC | SG  | GA   | %     | Classificação               |
| --- | ------------ | --- | -- | -- | - | -- | -- | -- | --- | ---- | ----- | --------------------------- |
| 1   | Cascavel     | 31  | 14 | 10 | 1 | 3  | 61 | 30 | 31  | 2,03 | 73,8% | Classificados aos Play-Offs |
| 2   | Guarapuava   | 27  | 14 | 9  | 0 | 5  | 38 | 23 | 15  | 1,65 | 64,3% | Classificados aos Play-Offs |
| 3   | Marreco      | 25  | 14 | 8  | 1 | 5  | 34 | 33 | 1   | 1,03 | 59,5% | Classificados aos Play-Offs |
| 4   | Copagril     | 21  | 14 | 6  | 3 | 5  | 30 | 31 | -1  | 0,97 | 50%   | Classificados aos Play-Offs |
| 5   | Corbélia     | 19  | 14 | 6  | 1 | 7  | 47 | 45 | 2   | 1,04 | 45,2% | Eliminados                  |
| 6   | São Miguel   | 19  | 14 | 6  | 1 | 7  | 37 | 49 | -12 | 0,76 | 45,2% | Eliminados                  |
| 7   | Campo Mourão | 13  | 14 | 4  | 1 | 9  | 30 | 45 | -15 | 0,67 | 31%   | Eliminados                  |
| 8   | Foz Futsal   | 8   | 14 | 2  | 2 | 10 | 29 | 50 | -21 | 0,58 | 19%   | Rebaixado                   |

#### Confrontos
Para ler a tabela, a linha horizontal representa os jogos da equipe como mandante. A coluna vertical indica os jogos da equipe como visitante.
|              | CAM | CAS | COP | COR | FFS | GUA | MAR | SMI |
| ------------ | --- | --- | --- | --- | --- | --- | --- | --- |
| Campo Mourão | —   | 2-6 | 4-1 | 1-3 | 5-1 | 0-3 | 2-5 | 5-2 |
| Cascavel     | 5-1 | —   | 8-2 | 6-2 | 4-1 | 3-1 | 6-0 | 4-3 |
| Copagril     | 4-1 | 2-2 | —   | 4-1 | 3-3 | 2-1 | 4-0 | 1-1 |
| Corbélia     | 6-1 | 4-6 | 4-2 | —   | 7-4 | 3-6 | 3-1 | 5-1 |
| Foz Futsal   | 0-3 | 5-4 | 1-0 | 3-3 | —   | 1-2 | 3-4 | 3-4 |
| Guarapuava   | 3-0 | 3-1 | 2-3 | 2-1 | 6-2 | —   | 2-1 | 6-2 |
| Marreco      | 2-2 | 3-1 | 0-1 | 4-2 | 2-0 | 2-0 | —   | 6-4 |
| São Miguel   | 4-3 | 1-5 | 3-1 | 4-3 | 3-2 | 2-1 | 3-4 | —   |

| Vitória do mandante; Vitória do visitante; Empate. | Em negrito os jogos "clássicos". |

#### Desempenho por rodada
Clubes que ficaram na primeira colocação ao final de cada rodada
| Rodadas | Rodadas | Rodadas | Rodadas | Rodadas | Rodadas | Rodadas | Rodadas | Rodadas | Rodadas | Rodadas | Rodadas | Rodadas | Rodadas |
| ------- | ------- | ------- | ------- | ------- | ------- | ------- | ------- | ------- | ------- | ------- | ------- | ------- | ------- |
| 1       | 2       | 3       | 4       | 5       | 6       | 7       | 8       | 9       | 10      | 11      | 12      | 13      | 14      |
| CAS     | COR     | GUA     | GUA     | GUA     | GUA     | CAS     | CAS     | CAS     | CAS     | CAS     | CAS     | CAS     | CAS     |

Clubes que ficaram na última colocação ao final de cada rodada
| Rodadas | Rodadas | Rodadas | Rodadas | Rodadas | Rodadas | Rodadas | Rodadas | Rodadas | Rodadas | Rodadas | Rodadas | Rodadas | Rodadas |
| ------- | ------- | ------- | ------- | ------- | ------- | ------- | ------- | ------- | ------- | ------- | ------- | ------- | ------- |
| 1       | 2       | 3       | 4       | 5       | 6       | 7       | 8       | 9       | 10      | 11      | 12      | 13      | 14      |
| MAR     | MAR     | SMI     | MAR     | FFS     | FFS     | FFS     | SMI     | FFS     | FFS     | FFS     | FFS     | FFS     | FFS     |

### Play-Offs
Em itálico, os times que possuem o mando de campo no segundo jogo do confronto e em negrito os times classificados.
|  | Quartas de final | Quartas de final | Quartas de final | Quartas de final |                 |          | Semifinais | Semifinais | Semifinais |  |           | Final | Final | Final |
|  |                  |                  |                  |                  |                 |          |            |            |            |  |           |       |       |       |
|  | 1º A             | Umuarama         | 2                | 2                |                 |          |            |            |            |  |           |       |       |       |
|  | 4º B             | Copagril         | 2                | 1                |                 |          |            |            |            |  |           |       |       |       |
|  | 4º B             | Copagril         | 2                | 1                |                 | Umuarama | 4          | 2          |            |  |           |       |       |       |
|  |                  |                  |                  |                  |                 | Umuarama | 4          | 2          |            |  |           |       |       |       |
|  |                  | São Lucas        | 4                | 3                |                 |          |            |            |            |  |           |       |       |       |
|  | 2º A             | São Lucas        | 4                | 3                | São Lucas (pen) | 0        | 4(3)       |            |            |  |           |       |       |       |
|  | 2º A             |                  |                  |                  | São Lucas (pen) | 0        | 4(3)       |            |            |  |           |       |       |       |
|  | 3º B             | Marreco          | 4                | 1(2)             |                 |          |            |            |            |  |           |       |       |       |
|  | 3º B             | Marreco          | 4                | 1(2)             |                 |          |            |            |            |  | São Lucas | 3     | 4     |       |
|  |                  |                  |                  |                  |                 |          |            |            |            |  | São Lucas | 3     | 4     |       |
|  |                  | Cascavel         | 3                | 6                |                 |          |            |            |            |  |           |       |       |       |
|  | 1º B             | Cascavel         | 3                | 6                | Cascavel        | 1        | 3          |            |            |  |           |       |       |       |
|  | 1º B             |                  |                  |                  | Cascavel        | 1        | 3          |            |            |  |           |       |       |       |
|  | 4º A             | Quedas           | 0                | 3                |                 |          |            |            |            |  |           |       |       |       |
|  | 4º A             | Quedas           | 0                | 3                |                 | Cascavel | 0          | 4          |            |  |           |       |       |       |
|  |                  |                  |                  |                  |                 | Cascavel | 0          | 4          |            |  |           |       |       |       |
|  |                  | Guarapuava       | 0                | 3                |                 |          |            |            |            |  |           |       |       |       |
|  | 2º B             | Guarapuava       | 0                | 3                | Guarapuava      | 5        | 2          |            |            |  |           |       |       |       |
|  | 2º B             |                  |                  |                  | Guarapuava      | 5        | 2          |            |            |  |           |       |       |       |
|  | 3º A             | Paraná Clube     | 3                | 2                |                 |          |            |            |            |  |           |       |       |       |
|  | 3º A             | Paraná Clube     | 3                | 2                |                 |          |            |            |            |  |           |       |       |       |

## Final

### Primeiro jogo
| 2 de dezembro de 2011 | São Lucas                                        | 3 - 3 | Cascavel                                     | Ginásio Lacerdinha, Paranavaí |
| 20:15                 | Geraldinho 13:50' · Lucão 22:40' · Wesley 39:47' |       | Adeírton 9:20' · Caça 20:45' · Issamu 27:26' |                               |

| São Lucas | Cascavel |

### Segundo jogo
| 10 de dezembro de 2011 | Cascavel                                                                          | 6 - 4 | São Lucas                                            | Ginásio da Neva, Cascavel |
| 20:15                  | Hugo 1:06' 13:41' · Rafinha 17:22' · Wanderson 30:15' · Edu 34:51' · Donny 35:51' |       | Geraldinho 14:41' · Paulo Vítor 31:34' 31:45' 39:59' |                           |

| Cascavel | São Lucas |

## Artilharia
| Gols | Jogador    | Time         |
| ---- | ---------- | ------------ |
| 15   | Adeirton   | Cascavel     |
| 14   | Amarelinho | Corbélia     |
| 11   | Sineu      | Corbélia     |
| 10   | Issamu     | Cascavel     |
| 10   | Bruno      | Paraná Clube |
| 10   | Nenê       | Guarapuava   |
| 10   | Fabinho    | São Miguel   |
| 9    | Caça       | Cascavel     |
| 9    | Rafinha    | Cascavel     |
| 9    | Oito Meia  | São Miguel   |
| 9    | Vini       | Umuarama     |

## Premiação
| Campeonato Paranaense de Futsal de 2011   |
| ----------------------------------------- |
| Cascavel Futsal Clube Campeão (4º título) |

## Classificação Geral
| Pos | Times                  | Pts | J  | V  | E | D  | GP | GC | SG  | GA   | %     | Classificação                   |
| --- | ---------------------- | --- | -- | -- | - | -- | -- | -- | --- | ---- | ----- | ------------------------------- |
| 1   | Cascavel               | 43  | 20 | 13 | 4 | 3  | 78 | 43 | 35  | 1,81 | 71,7% | Finalistas                      |
| 2   | São Lucas              | 39  | 20 | 12 | 3 | 5  | 49 | 42 | 7   | 1,17 | 65%   | Finalistas                      |
| 3   | Umuarama               | 42  | 18 | 13 | 3 | 2  | 53 | 21 | 32  | 2,52 | 77,8% | Eliminados nas semifinais       |
| 4   | Guarapuava             | 32  | 18 | 10 | 2 | 6  | 48 | 32 | 16  | 1,5  | 59,3% | Eliminados nas semifinais       |
| 5   | Paraná Clube           | 28  | 16 | 9  | 1 | 6  | 37 | 31 | 6   | 1,19 | 58,3% | Eliminados nas Quartas-de-final |
| 6   | Marreco                | 28  | 16 | 9  | 1 | 6  | 39 | 37 | 2   | 1,05 | 58,3% | Eliminados nas Quartas-de-final |
| 7   | Quedas                 | 24  | 16 | 7  | 3 | 6  | 24 | 27 | -3  | 0,89 | 50%   | Eliminados nas Quartas-de-final |
| 8   | Copagril               | 22  | 16 | 6  | 4 | 6  | 33 | 35 | -2  | 0,94 | 45,8% | Eliminados nas Quartas-de-final |
| 9   | São Miguel             | 19  | 14 | 6  | 1 | 7  | 37 | 49 | -12 | 0,76 | 45,2% | Eliminados na Segunda Fase      |
| 10  | Associação Palotinense | 19  | 14 | 6  | 1 | 7  | 27 | 37 | -10 | 0,73 | 45,2% | Eliminados na Segunda Fase      |
| 11  | Corbélia               | 19  | 14 | 6  | 1 | 7  | 47 | 45 | 2   | 1,04 | 45,2% | Eliminados na Segunda Fase      |
| 12  | Maringá                | 18  | 14 | 6  | 0 | 8  | 31 | 31 | 0   | 1    | 42,9% | Eliminados na Segunda Fase      |
| 13  | Campo Mourão           | 13  | 14 | 4  | 1 | 9  | 30 | 45 | -15 | 0,67 | 31%   | Eliminados na Segunda Fase      |
| 14  | São José dos Pinhais   | 10  | 14 | 3  | 1 | 10 | 16 | 39 | -23 | 0,41 | 23,8% | Eliminados na Segunda Fase      |
| 15  | Foz Futsal             | 8   | 14 | 2  | 2 | 10 | 29 | 50 | -21 | 0,58 | 19%   | Rebaixados                      |
| 16  | Cianorte               | 0   | 14 | 0  | 0 | 14 | 0  | 14 | -14 | 0    | 0%    | Rebaixados                      |